# Abraham Steinholtz

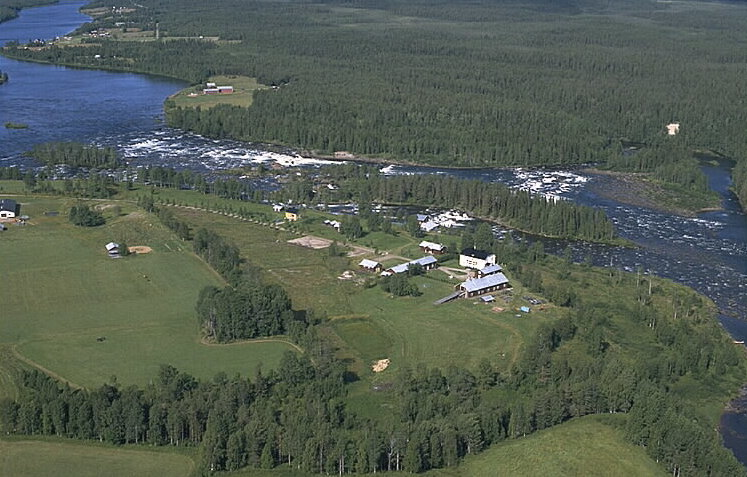
Kengis bruk vid Torneälven, där Abraham Steinholtz var verksam 1737–1781.

Abraham Steinholtz, född 1710, död 1781, var en svensk industriman verksam inom nuvarande Norrbottens län. Abraham Steinholtz bakgrund är oklar, men han kallades under sin livstid för konstmästare, alltså en bergsmekaniker som hade ansvar för de mekaniska installationerna, konsterna, i en gruva. Han var gift med Sara Svanberg, dotter till bergmästaren Seger Svanberg. Steinholtz var med om att anlägga Meldersteins bruk 1741 men lämnade verksamheten 1744. Kengisverken drev han från 1737 till sin död och anlade under den tiden bland annat ett nytt bruk i Svanstein.

## Meldersteins bruk

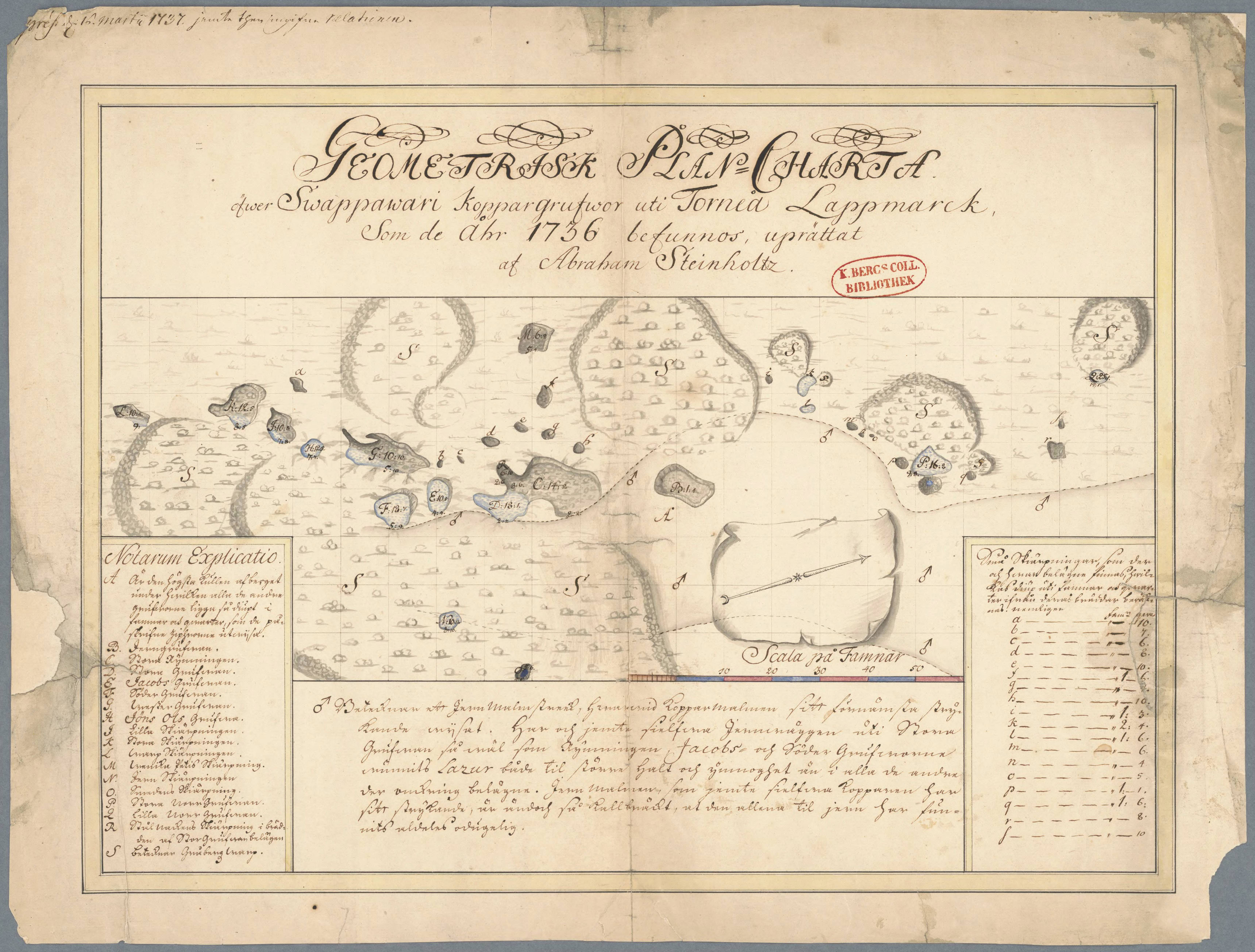
Karta över Svappavaara koppargruva från år 1736, upprättad av Abraham Steinholtz.

I slutet av 1730-talet började Abraham Steinholtz intressera sig för järnmalmen från Gällivare malmberg, som ännu inte brutits i någon omfattning. Mutsedeln på fyndigheten innehades av Carl Johan Tingvall, som även hade skaffat bergsprivilegium för en masugn och två hamrar. Thingwall saknade emellertid själv pengar, och sålde därför 1738 sitt privilegium till Steinholtz mot att han själv fick behålla en tjugondel. Därefter blev Steinholtz kontaktad av matematikern Jonas Meldercreutz, som blivit intresserad av de norrländska malmfyndigheterna när han deltagit i Pierre de Maupertuis gradmätningsexpedition några år tidigare. Från och med 1740 blev Steinholtz och Meldercreutz kompanjoner. Tanken var att Meldercreutz skulle stå för kostnaderna för uppbyggnaden av det nya järnbruket och att Steinholtz skulle sköta detta under de fyra första åren. År 1741 stod en hammarsmedja färdig i Bjurån strax uppströms utloppet i Råneälven. Bruket fick namnet Melderstein efter de båda intressenternas efternamn. Ännu fanns emellertid ingen masugn, varför tackjärn inköptes från Bergslagen. År 1743 tillkom en andra härd i Melderstein och 1749 ytterligare en hammare med två härdar. Sedan 1744 förfogade bruket också över en masugn i Strömsund nere vid havet, dit malm transporterades från Gällivare. Vid det laget var emellertid Steinholtz också ute ur bilden, eftersom han 1744 sålt alla sina rättigheter i verksamheten till Meldercreutz och hädanefter uteslutande inriktade sig på att driva Kengisverken.

## Kengisverken
Redan innan Abraham Steinholtz gått in för att exploatera Gällivaremalmen hade han inlett ett engagemant längre norrut. År 1737 erbjöd han sig att ta hand om Kengis bruk vid Torneälven i nuvarande Pajala kommun. Bruket, som anlagts i mitten av 1600-talet för att förädla järnmalm från Junosuando gruva och kopparmalm från Svappavaara, ägdes vid den tiden av Västerbottniska bergslagen. Verksamheten fungerade emellertid dåligt, vilket Steinholtz menade bland annat berodde på att ingen direktör var bosatt vid bruket. Själv trodde han sig kunna vända utvecklingen. I december samma år utsågs Steinholtz till direktör över Västerbottniska bergslagen och köpte därefter alla andelarna i Kengis bruk så att han från och med den 1 januari 1746 stod som ensam ägare.
På olika sätt försökte Steinholtz utveckla verksamheten vid Kengis bruk. År 1741 hade han byggt om stångjärns- och knipphamrarna och 1751 uppförde han ett tråddrageri. Han byggde upp en ny masugn i Palokorva för att ersätta den som stått i Tornefors men som förstörts av ryssarna 1715. En närmare 250 meter lång kanal anlades i Palokorva för vattenförsörjningen. Vid masugnen startades tillverkning av grytor. Steinholtz anställde också en stålsmed 1755, men det producerade stålet blev dåligt och försöket upphörde.
Eftersom det började bli ont om skog för tillverkning av träkol i anslutning till Kengis bruk beslöt sig Steinholtz för att flytta en hammare till byn Turtola, åtta mil längre nedströms vid Torneälven, där det fanns ett lämpligt vattenfall i bäcken Kuittasjoki. År 1753 sattes smidet igång på den nya platsen, som fick namnet Svanstein efter Steinholtz och hans hustru Sara Svanberg.
Steinholtz försökte också under 1760-talet utvinna järn från en nyupptäckt fyndighet vid Niesajoki norr om Kolari i nuvarande Finland, närmare 25 mil från Kengis. Malmen smältes i en masugn i Karanäs (finska Kaaranes) sydost om Pello. Resultatet blev emellertid dåligt. I början av 1770-talet lät Steinholtz anlägga en hytta uppe i Torne lappmark, en och en halv mil ovanför Jukkasjärvi kyrka, vid bäcken Vuolusjoki nära utloppet i Torneälven. Denna hytta fick namnet Sofieström.
Trots alla ansträngningar lyckades Steinholtz inte få lönsamhet i Kengisverken. Verksamheten drogs med ständiga logistiska problem. Bönderna var ovilliga att stå till tjänst med att forsla upp matvaror och transportera ned färdiga produkter till Torneå. Samerna, som stod för transporterna av tackjärn till Kengis, krävde betalning i silvermynt. De stora investeringarna gjorde också att Steinholtz blev alltmer skuldsatt, bland annat till Frans Jennings. Trots allt fick han behålla bruket tillsammans med sin måg, Erik Daniel Christiernin, som gått in som tredjedelsägare 1766. Efter Abraham Steinholtz död 1781 drevs Kengisverken vidare av Christiernin tillsammans med änkan Sara Svanberg.

## Piteå och Luleå silververk
Abraham Steinholtz hade också planer på att ägna sig åt silverutvinning. Han begärde 1745 att få överta Piteå silververk, alltså gruvan på Nasafjället och hyttan i Silbojokk, vilka låg öde efter att de förstörts av danska trupper 1659. I början av 1760-talet undersökte han också resterna av Luleå silververk, närmare bestämt de öde gruvorna på Alkavare och Kedkevare samt den raserade hyttan i Kvikkjokk, där driften legat nere sedan 1702. Steinholtz begärde att få ta över även dessa anläggningar. Inget av detta blev dock något annat än planer.